# 辑里丝
辑里丝，原名七里丝，是中国一個桑蚕丝品牌。
辑里丝的原产地是浙江省北部湖州市南浔区南浔镇南郊七里雪荡河附近的七里村，七里丝也是因此而得名。由于雪荡河河水清澈，有利于缫丝，而该村在明万历年间又培育了一种优良蚕种——“莲心种”，所缫的丝具有“细、圆、匀、坚、白、净、柔、韧”的特点，色泽洁白，丝身光洁柔润，富于拉力，可比一般土丝多挂两枚铜钿而不断。七里丝由于品质优良，在明代已成为知名品牌，运销各省。。1842年以后五口通商，其中最接近长江三角洲产丝区域（湖州府、杭州府、嘉兴府、苏州府）的上海很快就取代广州，垄断了中国绝大部分生丝的出口。而湖州府的南浔镇则成为中国最大的生丝集散地，其次为附近的菱湖镇和双林镇。双林镇每年的出口量达到3000多包，而从1880年到1934年，南浔镇平均每年的出口量达到5420包。直到1930年代，辑里丝才因为无法与机器缫丝（厂丝）竞争而衰落，1937年淞沪会战后，桑树被大量砍伐，从此辑里丝一蹶不振。
在辑里丝出口繁荣时期，造就了南浔镇大批以经营丝织业起家的富商，号称“四象八牛七十二只狗”：财产达百万以上者称为“象”；五十万以上、不过百万者称为“牛”；三十万以上、不过五十万者称为“狗”。四象是指刘镛
、张颂贤（1817-1892）、庞云鏳（1833-1889）、顾福昌（1796-1868）。